# Sida hackettiana
Sida hackettiana är en malvaväxtart som beskrevs av W. V. Fitzg.. Sida hackettiana ingår i släktet sammetsmalvor, och familjen malvaväxter. Inga underarter finns listade i Catalogue of Life.